# Vendin-lès-Béthune
Vendin-lès-Béthune és un municipi francès situat al departament del Pas de Calais i a la regió dels Alts de França. L'any 2007 tenia 2.416 habitants.

## Demografia

### Població
El 2007 la població de fet de Vendin-lès-Béthune era de 2.416 persones. Hi havia 925 famílies de les quals 217 eren unipersonals (40 homes vivint sols i 177 dones vivint soles), 266 parelles sense fills, 358 parelles amb fills i 84 famílies monoparentals amb fills.
La població ha evolucionat segons el següent gràfic:
Habitants censats

### Habitatges
El 2007 hi havia 986 habitatges, 945 eren l'habitatge principal de la família, 2 eren segones residències i 39 estaven desocupats. 959 eren cases i 26 eren apartaments. Dels 945 habitatges principals, 768 estaven ocupats pels seus propietaris, 170 estaven llogats i ocupats pels llogaters i 7 estaven cedits a títol gratuït; 3 tenien una cambra, 22 en tenien dues, 68 en tenien tres, 194 en tenien quatre i 658 en tenien cinc o més. 792 habitatges disposaven pel capbaix d'una plaça de pàrquing. A 411 habitatges hi havia un automòbil i a 417 n'hi havia dos o més.

### Piràmide de població
La piràmide de població per edats i sexe el 2009 era:
| Homes | Edats   | Dones |
| ----- | ------- | ----- |
| 0     | 95 o +  | 8     |
| 8     | 90 a 94 | 4     |
| 8     | 85 a 89 | 12    |
| 12    | 80 a 84 | 24    |
| 32    | 75 a 79 | 44    |
| 20    | 70 a 74 | 56    |
| 48    | 65 a 69 | 52    |
| 80    | 60 a 64 | 56    |
| 96    | 55 a 59 | 104   |
| 88    | 50 a 54 | 92    |
| 92    | 45 a 49 | 64    |
| 68    | 40 a 44 | 80    |
| 112   | 35 a 39 | 144   |
| 76    | 30 a 34 | 68    |
| 72    | 25 a 29 | 80    |
| 48    | 20 a 24 | 52    |
| 88    | 15 a 19 | 112   |
| 104   | 10 a 14 | 104   |
| 88    | 5 a 9   | 80    |
| 88    | 0 a 4   | 60    |

## Economia
El 2007 la població en edat de treballar era de 1.574 persones, 1.053 eren actives i 521 eren inactives. De les 1.053 persones actives 941 estaven ocupades (516 homes i 425 dones) i 111 estaven aturades (52 homes i 59 dones). De les 521 persones inactives 160 estaven jubilades, 184 estaven estudiant i 177 estaven classificades com a «altres inactius».

### Ingressos
El 2009 a Vendin-lès-Béthune hi havia 963 unitats fiscals que integraven 2.455,5 persones, la mediana anual d'ingressos fiscals per persona era de 16.618 €.

### Activitats econòmiques
Dels 77 establiments que hi havia el 2007, 2 eren d'empreses alimentàries, 6 d'empreses de fabricació d'altres productes industrials, 9 d'empreses de construcció, 24 d'empreses de comerç i reparació d'automòbils, 1 d'una empresa de transport, 7 d'empreses d'hostatgeria i restauració, 2 d'empreses d'informació i comunicació, 2 d'empreses financeres, 2 d'empreses immobiliàries, 2 d'empreses de serveis, 11 d'entitats de l'administració pública i 9 d'empreses classificades com a «altres activitats de serveis».
Dels 19 establiments de servei als particulars que hi havia el 2009, 1 era una funerària, 2 tallers de reparació d'automòbils i de material agrícola, 1 autoescola, 1 paleta, 1 guixaire pintor, 1 fusteria, 4 lampisteries, 1 electricista, 1 empresa de construcció, 2 perruqueries, 3 restaurants i 1 saló de bellesa.
Dels 12 establiments comercials que hi havia el 2009, 2 eren supermercats, 3 fleques, 1 una fleca, 1 una peixateria, 3 botigues de roba, 1 una botiga de material de revestiment de parets i terra i 1 una joieria.
L'any 2000 a Vendin-lès-Béthune hi havia 3 explotacions agrícoles.

## Equipaments sanitaris i escolars
L'únic equipament sanitari que hi havia el 2009 era una farmàcia.
El 2009 hi havia 1 escola maternal i 1 escola elemental.

## Poblacions més properes
El següent diagrama mostra les poblacions més properes.